# Chinese Hα Solar Explorer
L'observatoire spatial CHASE (acronyme de Chinese Hα Solar Explorer ou Chinese hydrogen-alpha Solar Explorer) ou Xihe est une petite mission spatiale chinoise destinée à l'étude du Soleil. Elle doit effectuer la cartographie par spectrographie complète sur Soleil en bande Hα, grâce à l'instrument HIS complétant les observations de l'observation spatial solaire ASO-S qui doit être lancé en 2022. L'objectif principal de la mission est toutefois la validation d'une nouvelle plateforme satellitaire destinée aux missions scientifiques et caractéristiques par une précision de pointage améliorée par rapport aux versions qu'elle doit remplacer. CHASE a été placé en orbite en octobre 2021 et doit observer le Soleil durant trois années correspondant à la fin d'un cycle solaire.

## Historique
L'observation précise de notre étoile est rendue complexe par la présence de l'atmosphère terrestre. Ainsi, depuis le début de l'histoire de l'exploration spatiale, plusieurs dizaines de missions d'observations solaires ont été envoyées en orbite pour s'affranchir de l'environnement terrestre. Contrairement aux autres puissances spatiales la Chine n'a jusque là jamais lancé de missions d'observation du Soleil, malgré de nombreuses études effectuées notamment à travers les projets ASTRON-1 et Kuafu.
La première mission chinoise destinée à l'observation solaire à avoir été approuvée est ASO-S, qui devrait décoller au début de l'année 2022. Toutefois, entre-temps, le projet de mission CHASE, plus modeste, a été proposé par l'Université de Nankin, la SAST de Shanghaï et le CIOMP de Changchun  et approuvé en juin 2019 par la CNSA. La mission doit tester avant tout une nouvelle plateforme destinée aux observations scientifiques et caractérisée par une capacité de stabilisation et de précision supérieure à ses prédécesseurs, tout en complétant les observations réalisées par la mission ASO-S.

## Objectifs scientifiques

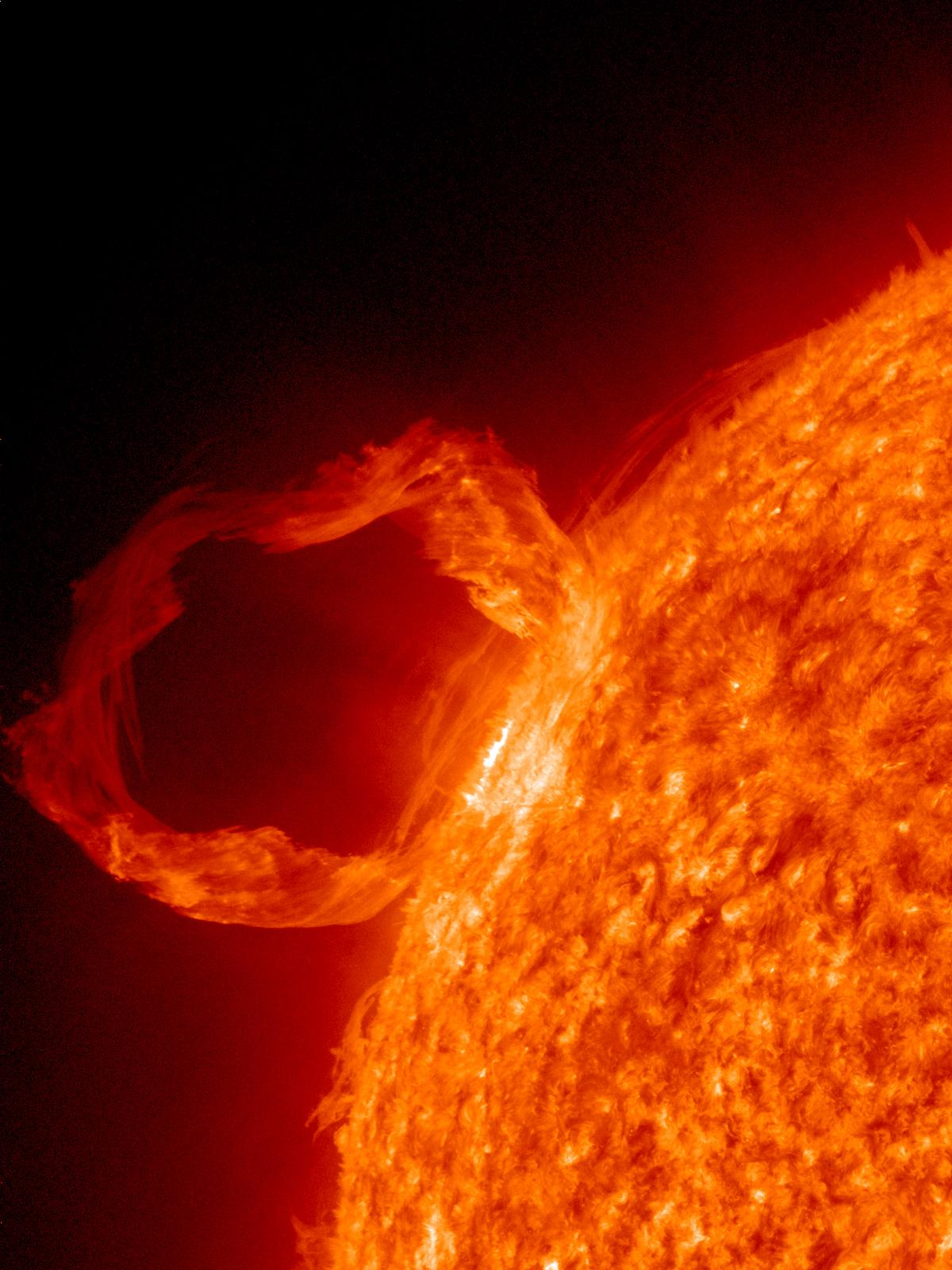
Une éruption solaire photographiée par la NASA, un des objets d'étude de l'observatoire spatial CHASE

Le spectre et l'image du disque solaire dans la bande Hα, que l'observatoire est chargé d'étudier, fournit des informations sur la future activité solaire dans la photosphère et la chromosphère et fournit des informations sur la dynamique et les processus à l'origine des éruptions solaires. Ces données permettent également de mettre en évidence la structure fine et l'évolution des filaments de matière éjectés ainsi que leur relation avec les éruptions solaires. Enfin les données recueillies fournissent des informations sur la manière dont l'énergie est transporté dans la basse atmosphère du Soleil. L'observatoire devrait collecter quotidiennement environ 4,2 terabits de données. La mission est conçue pour recueillir ces données notamment jusqu'au pic du cycle solaire 25 (2025) et a une durée programmée de 3 ans. 

## Caractéristiques techniques
Le satellite d'une masse d'environ 550 kg inaugure une nouvelle plateforme mise au point pour fournir une précision et une stabilité de pointage supérieures à celles des plateformes qu'elle remplace. Le pointage de l'instrument est d'une grande précision ({\displaystyle <5\times 10^{-4}} degrés) et d'une grande stabilité ({\displaystyle <5\times 10^{-5}} deg.s-1).
L'unique instrument scientifique embarqué sur CHASE, baptisé HIS (Hα imaging spectrograph), est un spectro-imageur capable de réaliser l'image spectrale de l'ensemble du disque solaire (champ de vue 40 x 40 minutes d'arc) dans les bandes spectrales Hα et Fer I. L'observation de la base spectrale du Fer I est utilisée pour étalonner l'instrument. HIS peut fonctionner dans deux modes différents. Dans le mode principal il reconstitue en 60 secondes une image spectrale du disque solaire dans les bande Hα (6 562,8 ± 2,5 Å) et du Fer I (6 569,2 ± 0,8 Å) avec une résolution spatiale de 1 seconde d'arc et une résolution spectrale de 0,05 Å. Dans le deuxième mode il réalise une image panchromatique par seconde du disque solaire dans la bande spectrale 6535 – 6 545 Å. Par rapport à un observatoire placé au sol, CHASE possèdera l'avantage de pouvoir observer le Soleil peu importe la météo, sans perturbations atmosphériques, qui pourraient parasiter les observations. L'instrument HIS pèsera 40 kg, et occupera l'espace d'un cube de 50 cm de côté, pour s'adapter à la petite taille du satellite.

## Déroulement de la mission
CHASE a été placé en orbite le 14 octobre 2021 à bord d'une Longue Marche 2 D décollant la base de Taïyuan et doit observer le Soleil durant trois années correspondant à la fin du cycle solaire de 11 ans en cours dont le maximum est prévu en juillet 2025. Le satellite sera lancé sur une orbite héliosynchrone de 517 km d'altitude, avec une inclinaison de 94,7°. Le lanceur a également placé en orbite dix micro et nano-satellites : QX 1, Tianshu 1, JTSY, HEAD 2E, HEAD 2F, Guidao Daqi Midu TSW, SSS 1, SSS 2A, Tianyuan 1, Zijinjing 2,. 